# Gay-for-pay
Gay-for-pay, o gay a pagamento, è un termine che descrive attori/attrici, attori pornografici o lavoratori del sesso che si auto-identificano come eterosessuali, ma che sono pagati per agire o esibirsi professionalmente come omosessuali.
Lo stigma di essere gay, o etichettati come tali, è stato combattuto da quando nel 1969 sono iniziati i moti di Stonewall e la conseguente lotta per i diritti civili. Nel corso degli anni 1990 i principali attori di cinema e televisione sono stati più disposti a ritrarre l'omosessualità, precedentemente vista come una minaccia per la loro carriera, grazie all'aumento dell'accettazione della società verso le persone LGBT.
Nel settore della pornografia gay, che utilizza attori dilettanti e/o professionisti, il termine gay-for-pay si riferisce a quei soggetti che si definiscono eterosessuali, che si esibiscono in rapporti sessuali con persone dello stesso sesso per denaro. Ad alcuni attori, che in realtà sono gay o bisessuali, piace identificarsi come etero per fini commerciali, puntando sul "fascino dell'irraggiungibile e intoccabile", perché gli uomini eterosessuali nuovi al sesso con gli altri uomini sono più ricercati dal pubblico gay.

## Pornografia

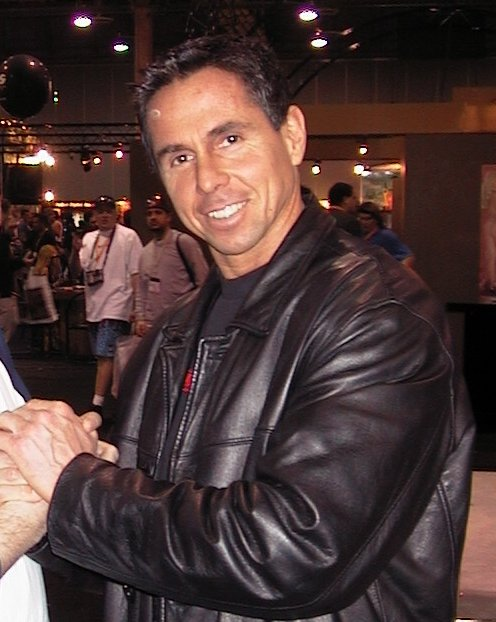
Peter North, apparso in film gay prima di dedicarsi alla pornografia etero

Nei film pornografici gay gli attori che si identificano come eterosessuali, ma che tuttavia si esibiscono in espliciti atti sessuali con altri uomini (ad esempio, Jeff Stryker, Clay Maverick, Ryan Idol, Mike Branson, Christian, Wolf Hudson, Peter North, Leo Giamani) non affrontano gli stessi stimmi degli attori tradizionali considerati mainstream, permettendo loro di avere una rapida carriera come attori di spicco nel loro settore. Questi attori interpretano principalmente il ruolo di attivo (top), ma questo non è sempre il caso; ad esempio, alcuni modelli di Kristen Bjorn e Bel Ami si sono esibiti come passivi. Kurt Wild, che è apparso come passivo (bottom) in Gigolos della Lucas Entertainment, è sposato con una donna e ha tre figli. Cody Cummings, titolare di un proprio sito internet, è un noto attore gay-for-pay che è apparso in numerosi video porno-erotici senza mai andare oltre al bacio e al ricevere rapporti orali da propri partner. Un altro noto pornodivo gay-for-pay è Reese Rideout, attore di spicco di RandyBlue.com, che sulla pagine di Marie Claire ha parlato apertamente della sua eterosessualità e del suo matrimonio.
Alcuni uomini gay considerano gli uomini eterosessuali oggetto di fantasie erotiche, quindi alcuni produttori del settore pornografico spingono gli attori a identificarsi come eterosessuali per aumentare le vendite e la pubblicità per i loro prodotti. Inoltre molti uomini gay o bisessuali, stelle della pornografia gay, desiderano identificarsi pubblicamente come eterosessuali per motivi personali o professionali.
Le motivazioni sono varie; in primis gli attori pornografici uomini che lavorano nella pornografia eterosessuale sono pagati molto meno delle loro controparti femminili. Un attore pornografico è in media pagato molto di più nella pornografia gay. Inoltre nella pornografia gay vi sono molte più opportunità di diventare un "divo" del settore e questo difficilmente accade nelle pornografia etero che punta sempre l'attenzione sulle attrici.

## Prostituzione
Nel settore dei "lavoratori del sesso" il termine può essere applicato anche alle persone eterosessuali e/o bisessuali di ogni genere (tra cui escort uomini) che hanno contatti o rapporti sessuali con un cliente dello stesso sesso. Sebbene il contatto sessuale è spesso coinvolto, scene di sesso o scene da solista (come la masturbazione) sono utilizzati per stimolare il cliente.

## Nella cultura di massa
Nel film The Fluffer viene raccontata la storia di un attore eterosessuale che esibisce come gay-for-pay nella pornografia gay.
Nel 2011 Dustin Zito ha partecipato al reality show The Real World: Las Vegas, destando scalpore quando il suo passato da gay-for-pay è venuto a galla.